# عامل تعزيز الكريات البيض
عامل تعزيز الكريات البيض (بالإنجليزية: Leukocyte-promoting factor)، المعروف أكثر باسم لوكوبويتين (بالإنجليزية: leukopoietin)، هو فئة من المواد التي تنتجها خلية متعادلة عندما تواجه مستضد غريب. يحفز لوكوبويتين نخاع العظم لزيادة معدل تكوين الكريات البيض من أجل استبدال الخلايا المتعادلة التي ستفقد حتماً عندما تبدأ في بلعمة المستضدات الغريبة.[بحاجة لمصدر]
تشمل العوامل المعززة للكريات البيض عوامل تحفيز المستعمرات (التي تنتجها الخلايا الوحيدة والخلايا التائية)، والإنترلوكينات (التي تنتجها الخلايا الوحيدة والخلايا البلعمية والخلايا البطانية)، والبروستاغلاندين، واللاكتوفيرين.